# Стоунбрідж-парк (станція)
51°32′38″ пн. ш. 0°16′31″ зх. д. / 51.543889° пн. ш. 0.275278° зх. д.

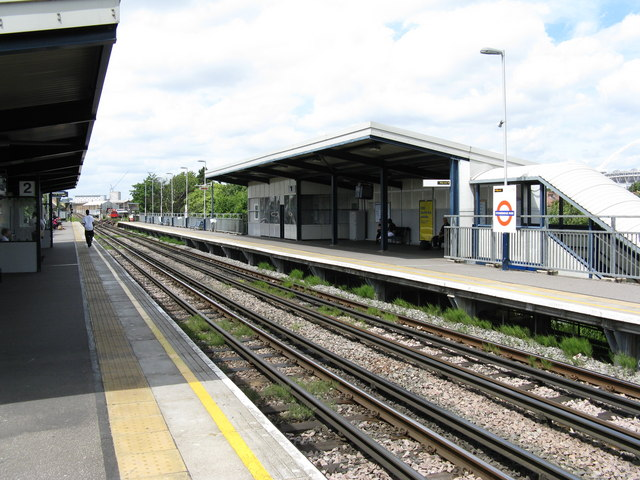
Платформа станції Стоунбрідж-парк

Стоунбрідж-парк (англ. Stonebridge Park)  — станція Лондонського метрополітену лінії Бейкерлоо та London Overground лінії Watford DC line, розташована у районі Токінгтон/Стоунбрідж-парк, у 3-й тарифній зоні. В 2017 році пасажирообіг станції, для London Overground, склав 0.778 млн осіб, для Лондонського метро — 2.54 млн осіб

## Історія
- 15 червня 1912 — відкриття станції у складі London and North Western Railway (LNWR)[5]
- 1 серпня 1917 — відкриття трафіку на лінії Бейкерлоо

## Пересадки
- на автобуси London Buses маршруту 18, 112, 440 та нічного маршруту N18.